# Позднышев, Сергей Дмитриевич
 Сергей Дмитриевич По́зднышев (Познышев) (1889, станица Екатерининская, область Войска Донского — 1980, Париж) — русский военачальник, генерал-майор, участник Белого движения, секретарь Зарубежного Союза русских военных инвалидов, председатель Союза ревнителей памяти императора Николая II.

## Биография
Родился 9 октября (21 октября по новому стилю) 1889 года в станице Екатерининской области Войска Донского.
В 1910 году окончил Новочеркасское казачье училище и был выпущен в Донской 15-й казачий полк, в рядах которого вышел на фронт Первой мировой войны. В годы войны произведён в сотники (1914) и подъесаулы (1916). В 1917 году — войсковой старшина в Донской армии, командир полка. Позже был произведен в полковники. Имел награды Русской императорской армии.

### Добровольческая армия
- В августе 1919 — генерал-майор и командир 6-й Донской казачьей бригады в составе 2-го Донского корпуса генерала Коновалова;
- 28 октября 1919 — бригада генерала Позднышева в составе 25-го, 26-го и 27-го полков с боем заняла станицу Урюпинскую.
- В ноябре 1919 года принял бригады 2-го Донского корпуса, сведённые в 4-ю Донскую дивизию;
- В январе 1920 года 4-я дивизия была придана 4-му Донскому корпусу и в феврале-марте участвовала под общим командованием генерала Павлова в боях на Маныче с 1-й конной армией Буденного;
- 1920 — во время отступления ВСЮР к Новороссийску отошел с остатками 4-го Донского корпуса на Черноморское побережье, откуда был перевезён на кораблях в Крым и участвовал в составе Донского корпуса генерала Абрамова в боях в Северной Таврии.

### Эмиграция
- Жил в Югославии, во Франции (Париже).
- Председатель Союза ревнителей памяти императора Николая II.
- 1927 — на 1-м (Белградском) съезде Зарубежного союза русских военных инвалидов был избран в правление Союза и занял должность секретаря Союза.
- Редактор газеты «Русский инвалид».
- 1961 — был избран председателем Зарубежного союза русских военных инвалидов.

Умер 7 мая 1980 года в Париже и был похоронен на русском кладбище Сент-Женевьев де Буа. Рядом с ним похоронена его жена — Евгения Ивановна (1896—1988).

## Отличия
- На фронтах Первой Мировой войны получил шесть ранений.

## Сочинения
- С. Позднышев «Этапы», 1939;
- С. Позднышев «Немеркнущий свет». К 25-летней годовщине Екатеринбургского злодеяния. Сан Пауло, 1949;
- С.Позднышев «Распни его». Париж, 1952. С.352 (недоступная ссылка)
- С. Позднышев «Во имя правды».